# Poromitra macrophthalma
Poromitra macrophthalma is een straalvinnige vissensoort uit de familie van de grootschubvissen (Melamphaidae). De wetenschappelijke naam van de soort is voor het eerst geldig gepubliceerd in 1903 door Gilchrist.